# Gogmagog (Band)
Gogmagog war eine kurzlebige britische Supergroup der New Wave of British Heavy Metal (NWOBHM). Sie wurde von Jonathan King zusammengestellt.

## Bandgeschichte
Jonathan King plante Gogmagog als eine Art Heavy-Metal-Theater. Die Band sollte live eine Mischung aus The Rocky Horror Picture Show und Der Herr der Ringe verkörpern. Das Konzept sah eine Geschichte aus der angelsächsischen Mythologie vor. Gogmagog ist ein Riese, der durch die Historia Regum Britanniae von Geoffrey von Monmouth populär wurde. Jonathan Kind versuchte mehrere namhafte Stars für das Projekt zu gewinnen, jedoch sagten John Entwistle (The Who) und Cozy Powell (zu jener Zeit bei Whitesnake) auf Grund ihrer jeweiligen Bandverpflichtungen ab. Ein stabiles Line-up fand King dann in ex-Iron-Maiden-Sänger Paul Di’Anno, Neil Murray (Bass, Whitesnake), Clive Burr (Schlagzeug, ebenfalls Ex-Iron-Maiden) und Janick Gers (ex-White Spirit).
Die Band hatte jedoch keinen guten Start. Jonathan King hatte zu große Ambitionen mit der Band. Er komponierte alle Stücke mit Russ Ballard zusammen und verlangte von den angefragten Plattenfirmen einen Vorschuss von einer Million Dollar, was damals unüblich war. So zerbrach die Band nach kurzer Zeit. Aus der einzigen Jam-Session der Band stammten die drei Stücke I Will Be There, Living In A F**king Time Warp und It's Illegal, It's Immoral, It's Unhealthy, But It's Fun. Diese wurden 1985 als Extended Play unter dem Titel I Will Be There vom Music-for-Nations-Sublabel Food for Thought veröffentlicht.

## Bedeutung
Gogmagog gilt als einer der größten Flops der NWOBHM-Geschichte. Für die damalige Zeit waren die drei Songs zu soft. Die einzige EP gilt heute als gesuchte Rarität.
Paul Di’Anno war das Projekt Zeit seines Lebens peinlich. Fragen in Interviews beantwortete er meist gar nicht oder äußerte sich despektierlich über das Projekt.

## Diskografie
- 1985: I Will Be There (12’’-EP, Food for Thought Records)